# Nitin Ganatra
Nitin Chandra Ganatra (Nairobi, 21 febbraio 1967) è un attore keniota naturalizzato britannico.

## Biografia
Nitin Chandra Ganatra nasce in Kenya il 21 febbraio 1967 da genitori originari del Gujarat.
Nel 1971 si sposta con la famiglia nel Regno Unito. Studiò film e televisione all'Università di Bristol.
Inizia a recitare in età adulta, nel 1990. Tra i suoi film, vi è La fabbrica di cioccolato del 2005.
Dal 2004 è sposato con Meera Thakrar da cui ha avuto due figli.

## Filmografia parziale

### Cinema
- Il fantasma innamorato (Truly, Madly, Deeply), regia di Anthony Minghella (1990)
- Segreti e bugie (Secrets & Lies), regia di Mike Leigh (1996)
- Pure, regia di Gillies MacKinnon (2002)
- Matrimoni e pregiudizi (Bride and Prejudice), regia di Gurinder Chadha (2004)
- Colour Me Kubrick, regia di Brian W. Cook (2005)
- La fabbrica di cioccolato (The Chocolate Factory), regia di Tim Burton (2005)
- La maga delle spezie (The Mistress Of Spices), regia di Paul Mayeda Borges (2006)
- The Hunting Party, regia di Richard Shepard (2007)

### Televisione
- Il nostro amico Charly (Unser Charly) – serie TV, 1 episodio (1999)
- L'ispettore Barnaby (Midsomer Murders) – serie TV, episodio 21x04 (2020)
- Bodies – serie TV, 5 episodi (2023)
- Breeders – serie TV, episodi 4x02-4x08-4x10 (2023)
- Il problema dei 3 corpi (3 Body Problem) – serie TV, episodio 1x03 (2024)
- Sexy Beast – serie TV, 5 episodi (2024)
- Mr. Bigstuff – serie TV, episodi 1x01-1x02-1x03 (2024)
- Sweetpea – serie TV, 5 episodi (2024)
- Miss Scarlet and the Duke – serie TV, episodio 5x05 (2025)
- Mercoledì (Wednesday) – serie TV, episodio 1x04 (2022)

## Doppiatori italiani
Nelle versioni in italiano delle opere in cui ha recitato, Nitin Ganatra è stato doppiato da:
- Fabrizio Vidale in Matrimoni e pregiudizi
- Gianluca Machelli ne La fabbrica di cioccolato
- Gianluca Iacono in  La principessa e la magia del drago
- Roberto Gammino ne La maga delle spezie
- Gianluca Tusco in Mercoledì
- Alberto Bognanni in Bodies
- Dario Oppido in Sexy Beast - La serie
- Mauro Gravina ne Il problema dei 3 corpi